# Fast Girls
A Fast Girls Janet Jackson amerikai énekesnő harmadik kislemeze második, Dream Street című albumáról. A dal a 40. helyet érte el a Billboard Hot R&B/Hip-Hop Singles & Tracks slágerlistán. A dal egyike annak a kettőnek, amit Jesse Johnson írt az albumra (a másik a Pretty Boy.) Producere Janet egyik bátyja, Marlon Jackson volt.
A dalnak a kislemezen található változatában egy versszakkal több van, mint az albumon található változatban.

## Hivatalos változatok/remixek
- Album Version – 3:18
- Single Version – 3:36
- Specially Remixed Version – 6:59
- French Blue (egyveleg a Pretty Boy című dallal) – 6:22

## Számlista[1]
7" kislemez (USA)
1. Fast Girls (Single Version)
2. Fast Girls (Single Version)

12" kislemez (USA)
1. Fast Girls (Specially Remixed Version)
2. French Blue

## Helyezések
| Slágerlista (1984)                             | Legmagasabb helyezés |
| ---------------------------------------------- | -------------------- |
| USA Billboard Hot R&B/Hip-Hop Singles & Tracks | 40                   |